# さっぽろ・ふるさと文化百選

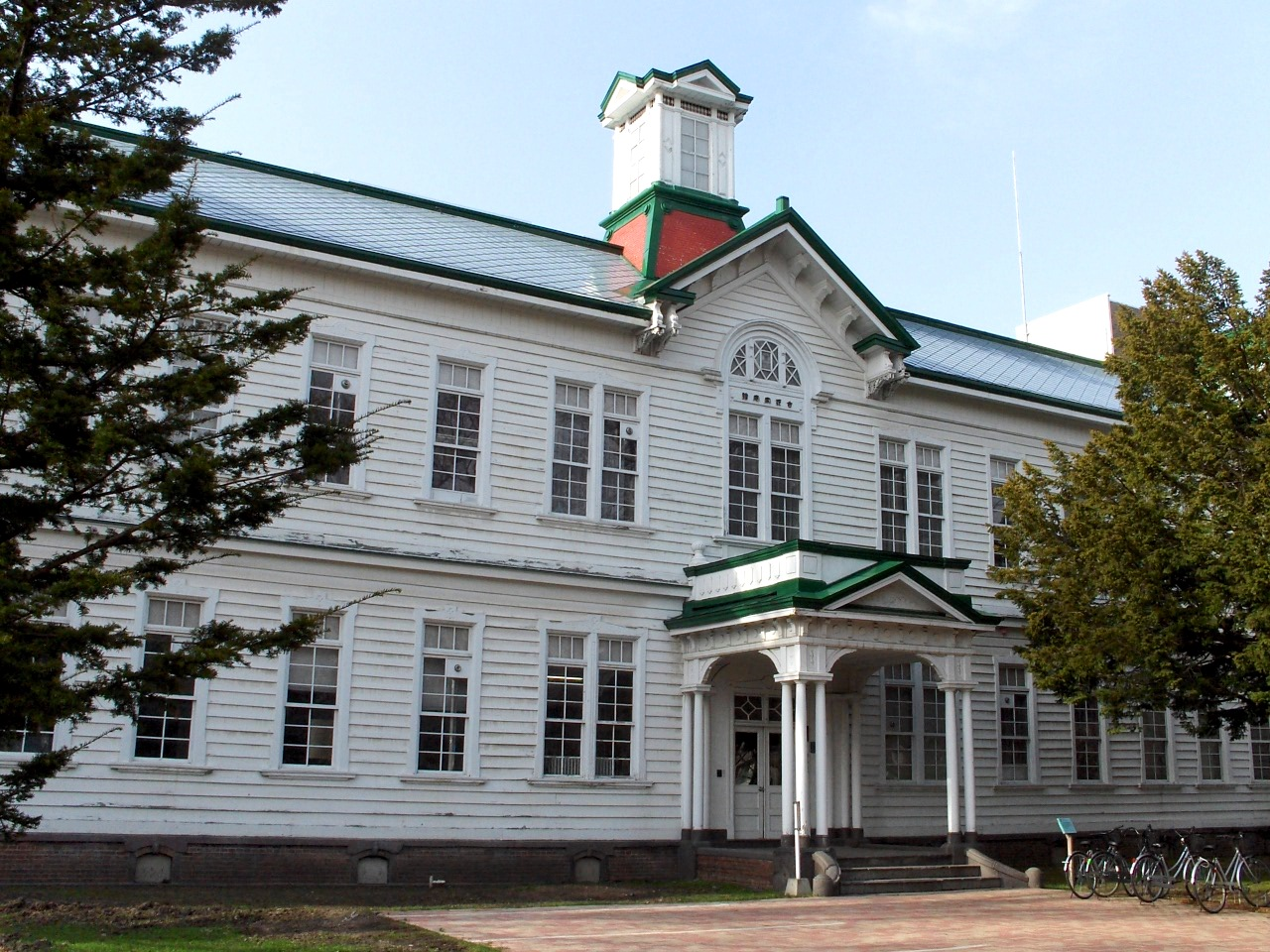
北海道大学古河記念講堂（No.25）

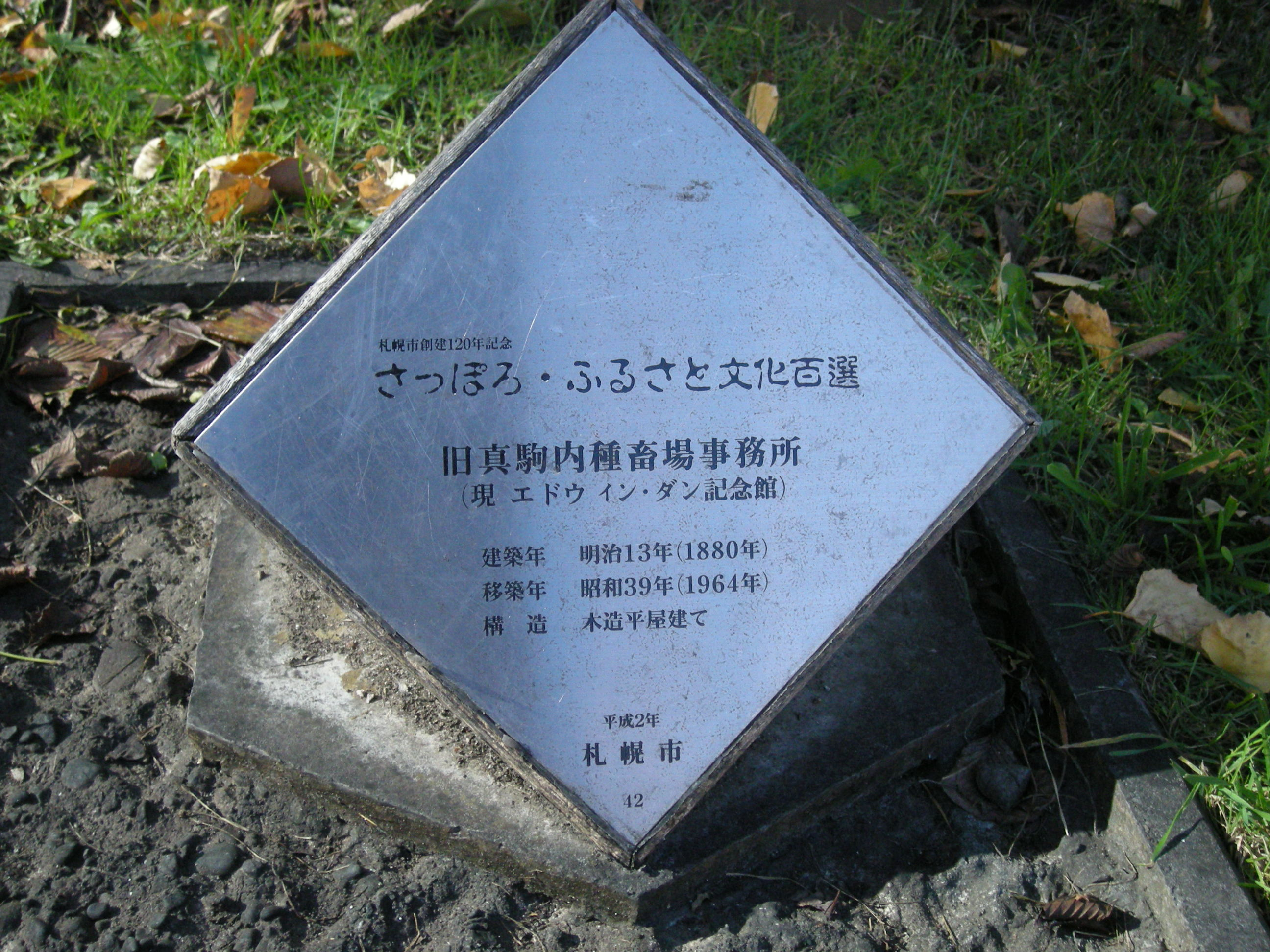
さっぽろ・ふるさと文化百選に選定されたことを示すモニュメント

さっぽろ・ふるさと文化百選（さっぽろ・ふるさとぶんかひゃくせん）は、1988年（昭和63年）に札幌市が札幌開基120周年を記念し制定した、歴史的および文化に関する場所や街並、祭事を選定したものである。札幌市民からの公募により札幌の歴史にまつわるものが選定され、それらをまとめて掲載したパンフレットも作成された。
選定当初はその名のとおり百選であったが、現在では建物のいくつかがすでに解体されており、厳密には字義どおりではない。また、基本的に重要文化財および登録有形文化財については、選定の対象外となっている。ただし、北海道大学の古河記念講堂のように、百選の選定後にそれらに指定・登録されたものはある。
以下に、さっぽろ・ふるさと文化百選の一覧を記す。なお、解体された建物については名称欄を網掛けで表示している。

## 一覧
以下において、札幌市の住所表記は、略記（北1条西2丁目⇒北1西2）（豊平1条1丁目⇒豊平1-1）を用いるものとする。

### 建物（No.1 - 46）
| 番号   | 名称                                   | 所在地                       | 説明 |
| ------ | -------------------------------------- | ---------------------------- | --- |
| No.001 | 旧札幌麦酒会社工場                     | 北2東4                       | 現 サッポロファクトリー                                                                                  |
| No.002 | 旧福山商店                             | 北3東3                       | 現 cafe rosso                                                                                            |
| No.003 | カトリック北一条教会                   | 北1東6                       | サッポロファクトリー近隣にある                                                                           |
| No.004 | 日本キリスト教団札幌教会               | 北1東1                       | 札幌軟石が使用されており、現在は国の登録有形文化財である                                                 |
| No.005 | 東辰医院                               | 大通東7                      | 1991年（平成3年）に取り壊しとなった洋風建築の医院                                                        |
| No.006 | 旧遠藤醸造店                           | 南4東4                       | イシヤチョコレートファクトリーに移築復元（西区宮の沢2-2）                                                |
| No.007 | 秋野総本店薬局                         | 南1西1                       | 現在も店は営業中                                                                                         |
| No.008 | 豊水小学校大典記念文庫                 | 南8西2                       | 豊水小学校保護者会により建造された図書館。札幌市公文書館敷地内に保存。                                   |
| No.009 | 浅野邸                                 | 南5西8                       | 現 茶房あさの。2010年解体                                                                                |
| No.010 | 東本願寺札幌別院                       | 南8西8                       | 本願寺道路を建設するなどして北海道の開拓に係わった                                                       |
| No.011 | 旧小熊邸                               | 南1西20                      | 小熊捍の邸宅だった。解体後に移築され、現在ろいず珈琲館                                                   |
| No.012 | 旧藪商事ビル                           | 南1西13                      | 現 三誠ビル                                                                                              |
| No.013 | 杉野目邸                               | 南19西11                     | かつて北海道大学の学長であった杉野目晴貞の自宅                                                           |
| No.014 | 旧北星女学校宣教師館                   | 南4西17                      | 現 北星学園創立百周年記念館                                                                              |
| No.015 | 北海道拓殖銀行旧本店                   | 宮の森904                    | 2002年（平成14年）に解体された                                                                           |
| No.016 | 大倉シャンツェ（大倉山ジャンプ競技場） | 宮の森1274                   | 大倉喜七郎により建設され、1972年札幌オリンピックでも使用された                                           |
| No.017 | 知事公館                               | 北1西16                      | 登録有形文化財に登録されている                                                                           |
| No.018 | 旧札幌控訴院                           | 大通西13                     | 現 札幌市資料館で、登録有形文化財に登録されている                                                        |
| No.019 | 伊藤邸                                 | 北5西8                       | 2015年（平成27年）に取り壊され跡地は現在高級マンション                                                   |
| No.020 | 旧札幌博物場                           | 北3西9（北海道大学植物園内） | 現 北大農学部附属博物館                                                                                  |
| No.021 | 旧バチェラー邸                         | 北3西9（北海道大学植物園内） | 現 バチェラー記念館                                                                                      |
| No.022 | 中央警察署                             | 北1西5                       | 解体後、デザインを復元                                                                                   |
| No.023 | 旧庁立図書館                           | 北1西5                       | 現 北菓楼札幌本館                                                                                        |
| No.024 | 旧札幌農学校校舎                       | 北9西8                       | 北大構内にある                                                                                           |
| No.025 | 古河記念講堂                           | 北9西7                       | 北大構内にある                                                                                           |
| No.026 | 旧藤高等女学校校舎                     | 北16西2（藤学園内）          | 現 キノルド記念館                                                                                        |
| No.027 | 新琴似屯田兵屋                         | 新琴似1-6                    | 新琴似に屯田兵が入植したときに建てられた木造家屋                                                         |
| No.028 | 近藤牧場                               | 新川694                      | 牧場内に木造のサイロがある                                                                               |
| No.029 | 篠路屯田兵屋                           | 屯田5-6                      | 篠路にある屯田兵の家屋                                                                                   |
| No.030 | 篠路駅周辺の倉庫群                     | 篠路3-7                      | 現在もレンガ造りの倉庫がある                                                                             |
| No.031 | 北海湯                                 | 北7東3                       | 現 STUDIO BAR 北海湯                                                                                     |
| No.032 | 旧菊亭脩季邸                           | 北7東8                       | 菊亭脩季（きくてい ゆきすえ）侯爵の邸宅                                                                  |
| No.033 | 旧札幌製糖会社工場                     | 北7東9                       | 現 サッポロビール博物館                                                                                  |
| No.034 | 本龍寺の妙見堂                         | 北14東15                     | 大友亀太郎が建てた                                                                                       |
| No.035 | JR 苗穂工場                            | 北5東14                      | 1909年（明治42年）に鉄道車両の検査・修理のために設立された                                               |
| No.036 | 旧馬場農場のサイロ                     | 厚別中央2-3                  | |
| No.037 | 旧出納邸                               | 上野幌1-5                    | 1925年（大正14年）に建てられた出納陽一の邸宅                                                             |
| No.038 | 恵庭荘                                 | 上野幌1-5                    | 1893年（明治26年）に建てられた呉服商の純和風の邸宅。もとは料亭で、1964年（昭和39年）に現在地に移転された |
| No.039 | 旧北部軍司令官官邸                     | 月寒東2-2                    | 現 つきさっぷ郷土資料館                                                                                  |
| No.040 | 八紘学園の洋館と牧舎                   | 月寒東1-12                   | |
| No.041 | 旧石山郵便局                           | 石山2-3                      | 現 ぽすとかん                                                                                            |
| No.042 | 旧真駒内種畜場事務所                   | 真駒内泉町1                  | 現 エドウィン・ダン記念館                                                                                |
| No.043 | 旧有島武郎邸                           | 常盤75                       | 札幌芸術の森内にある                                                                                     |
| No.044 | ヘルヴェチア・ヒュッテ                 | 定山渓                       | 建築家マックス・ヒンデルが設計した山小屋。ヘルヴェチアはスイスの古名                                     |
| No.045 | 三谷牧場                               | 発寒8-13                     | 現 斉藤ファーム                                                                                          |
| No.046 | 旧軽川駅舎                             | 手稲本町1-3                  | 1999年（平成11年）に解体された                                                                           |

### 遺跡（No.47 - 72）
| 番号   | 名称                           | 所在地                       | 説明 |
| ------ | ------------------------------ | ---------------------------- | --- |
| No.047 | 島義勇とコタンベツの丘         | 宮ヶ丘                       | |
| No.048 | 札幌焼窯跡                     | 界川4                        | |
| No.049 | すすきの遊郭跡                 |                              | |
| No.050 | 札幌建設の地                   | 南1西1                       | |
| No.051 | 遠友夜学校跡                   | 南4東4                       | 1894年（明治27年）に新渡戸夫妻が創立した。Let's中央（中央勤労青少年ホーム）が建つも2011年に解体され2015年「新渡戸稲造記念公園」として再整備された。 |
| No.052 | 吉田茂八ゆかりの地             | 南5東4                       | 吉田茂八は豊平川の渡し守だった |
| No.053 | 札幌農学校とクラーク博士       | 北9西7                       | |
| No.054 | 北大遺跡保存庭園               | 北18西11 - 12                | |
| No.055 | 偕楽園跡                       | 北7西7                       | 水戸の偕楽園と同名の公園。札幌で最初に作られた。公園内に清華亭がある                                                                                |
| No.056 | 荒井金助と早山清太郎ゆかりの地 | 篠路町上篠路226 龍雲寺       | 両者は、篠路の開墾に係わった |
| No.057 | 篠路の馬魂碑・馬頭観音         | 篠路町拓北山口太師内他       | |
| No.058 | 藍栽培ゆかりの地               | 篠路町拓北                   | |
| No.059 | 大友堀跡                       | 北13東16                     | 大友堀は創成川の旧称 |
| No.060 | 日の丸農場跡                   | 北41東10                     | 現在のひのまる公園 |
| No.061 | レンガ工場跡                   | 本通9南                      | |
| No.062 | 白石入植の地                   | 本通14北1                    | 白石神社境内 |
| No.063 | 志村鐵一ゆかりの地             | 豊平4-1                      | |
| No.064 | 平岸リンゴ園跡                 | 平岸2-17                     | むかしは平岸にリンゴ並木があった |
| No.065 | 平岸の開拓と精進川             | 平岸                         | |
| No.066 | アンパン道路                   | 月寒西4-6                    | |
| No.067 | 伝説・おいらん淵               | 真駒内柏丘12                 | 藻南公園にある |
| No.068 | 石山軟石採掘場跡               | 石山78                       | |
| No.069 | 本願寺街道                     | 簾舞                         | |
| No.070 | 旧定山渓鉄道                   | 定山渓温泉～豊平4-9 旧豊平駅 | 旧豊平駅舎は2005年解体 |
| No.071 | 琴似屯田開拓の道               | 琴似                         | |
| No.072 | 時習館跡                       | 宮の沢1南1                   | 札幌市立手稲東小学校の前身 |

### 街並（No.73 - 91）
| 番号   | 名称                       | 所在地            | 説明 |
| ------ | -------------------------- | ----------------- | --- |
| No.073 | 円山八十八ヶ所             | 宮ヶ丘            | 上田万平（うえだまんぺい）と、その兄弟の善七が円山登山道を開いた。そして四国八十八ヶ所にちなみ、八十八の観音が置かれた。 |
| No.074 | 裏参道                     | 南2西20 - 28      | 札幌市街地と円山にある札幌神宮（現・北海道神宮）とを結ぶ道として、大正時代に作られた。                                   |
| No.075 | 円山の朝市                 | 北6西24           | かつて円山では朝市が開かれていた。                                                                                       |
| No.076 | 桑園の大学村               | 北6西11 - 13      | |
| No.077 | 木レンガ舗装とイチョウ並木 | 北3西4            | 現 札幌市北3条広場 |
| No.078 | 北大植物園                 | 北2西8            | |
| No.079 | 北1条通りのアカシア並木    | 北1西1 - 19       | |
| No.080 | 大通公園                   | 大通西1 - 12      | さっぽろ雪まつりの会場として知られる。                                                                                   |
| No.081 | 中島公園                   | 中島公園          | 明治時代は中島遊園地と呼ばれていた。                                                                                     |
| No.082 | 山鼻屯田兵村跡             | 南6 - 22 西8 - 13 | |
| No.083 | 狸小路                     | 南2西1 - 9        | 明治初期に店が建てられたのが起源。札幌でもっとも古い商店街である。                                                       |
| No.084 | 二条市場                   | 南2 - 3 東1 - 2   | 明治36年に、魚介類の小売商が小屋を建てたのが起源。                                                                       |
| No.085 | 創成川と創成橋             |                   | |
| No.086 | 創成川通のポプラ並木       | 南1西1 - 東1      | |
| No.087 | 屯田防風林                 | 屯田              | 大正11年、強風から農作物を守るために作られた。                                                                           |
| No.088 | 北大ポプラ並木             | 北11 - 12西10     | 明治36年、札幌農学校の農場内に、実習用に植えられた。                                                                     |
| No.089 | 元村街道と大覚寺の山門     | 北7 - 10 東3 - 11 | |
| No.090 | 旧月寒種羊場               | 羊ケ丘            | 現 北海道農業研究センター                                                                                                |
| No.091 | 定山坊と定山渓温泉         | 定山渓温泉        | 定山坊とは美泉定山のこと。                                                                                               |

### 用具（No.92 - 96）
| 番号   | 名称                   | 所在地                           | 説明           |
| ------ | ---------------------- | -------------------------------- | -------------- |
| No.092 | スキー、スケートの伝来 | 中島公園1-3                      |                |
| No.093 | バター、チーズ製造用具 | 苗穂町6                          | 雪印乳業史料館 |
| No.094 | 貯炭式のストーブ第1号  | 厚別町小野幌（北海道開拓記念館） |                |
| No.095 | 路面電車22号           | 真駒内東町1 （札幌市交通資料館） |                |
| No.096 | ササラ電車             | 真駒内東町1（札幌市交通資料館）  |                |

### まつり・行事など（No.97 - 100）
| 番号   | 名称                 | 所在地  | 説明                                                             |
| ------ | -------------------- | ------- | ---------------------------------------------------------------- |
| No.097 | 札幌祭り             |         |                                                                  |
| No.098 | 篠路の獅子舞         | 篠路4-7 | 篠路神社の例大祭にて披露される                                   |
| No.099 | 恵迪寮歌「都ぞ弥生」 | 北17西9 | 日本三大寮歌のひとつ。詩は横山芳介が、メロディは赤木顕次がつけた |
| No.100 | 藻岩山の山開き       | 藻岩山  |                                                                  |